# سالي اولسن
سالي اولسن هي عاملة إجتماعية نرويجية، ولدت في 10 أبريل 1912 في برغن في النرويج، وتوفيت في 12 أبريل 2006.